# Rubaba Muradova
Rubaba Muradova (en azerí:Rübabə Muradova; Ardebil, 22 de marzo de 1933 – Bakú, 28 de agosto de 1983) fue cantante de ópera de Azerbaiyán, Artista del Pueblo de la RSS de Azerbaiyán.

## Biografía
Rubaba Muradova nació el 22 de marzo de 1933 en Ardabil. En 1943 se mudó a Azerbaiyán con su familia. Alasgar Alakbarov la invitó a la Filarmónica Estatal de Azerbaiyán. En 1951-1955 estudió en el Colegio de Música de Bakú, donde su profesor fue Seyid Shushinski. Desde 1954 hasta el finde su vida trabajó en el Teatro de Ópera y Ballet Académico Estatal de Azerbaiyán. Rubaba Muradova recibió el título “Artista del Pueblo de la RSS de Azerbaiyán” en 1971.
Rubaba Muradova murió el 28 de agosto de 1983 y fue enterrada en Bakú.

## Actividad
- ”Leyli y Medzhnun” de Uzeyir Hajibeyov
- ”Esli y Kerem” de Uzeyir Hajibeyov
- ”Koroghlu” de Uzeyir Hajibeyov
- ”Shah Ismayil” de Muslim Magomayev
- ”Ashiq Qarib” de Zulfugar Hajibeyov
- ”Gəlin qayası (La roca de novia)” de Shafiga Akhundova

## Premios y títulos
- Artista de Honor de la RSS de Azerbaiyán (1956)
- Orden de la Insignia de Honor (1959)
- Artista del Pueblo de la RSS de Azerbaiyán (1971)